# Whoami

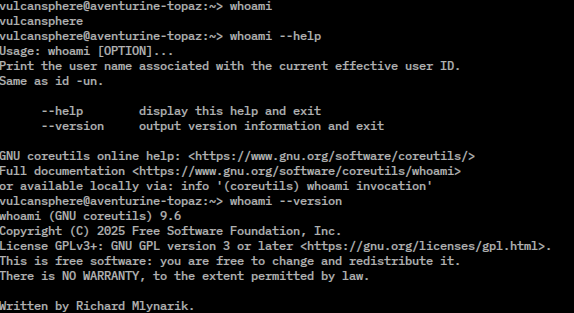
whoami截图

whoami是操作系统中用于查看当前有效用户名的命令，自Windows Server 2003以来每个Windows 操作系统和大多数类Unix操作系统上都可以找到。它是英文“Who am I ？”（我是谁？）的拼接结果。当被调用时，打印当前用户的有效用户名。它与Unix命令id -un具有相同的效果。
在类Unix操作系统上，命令的输出与$USER稍有不同，因为whoami输出用户正在使用的用户名，而$USER输出用于登录的用户名。例如，假使用户以用户名John登录并使用命令su（su默认不调用login shell）获得了root权限，此时若使用whoami命令会输出root，而echo $USER对应的输出则是John。
该程序最早创建于 BSD 2.9 中，作为命令“who am i”我是谁的一种便利形式，即伯克利Unix（Berkeley Unix）打印登录用户身份的方式。GNU版本由Richard Mlynarik编写，是GNU核心工具组（coreutils）的一部分。
该命令也可作为Windows 2000 Resource Kit和Windows XP SP2支持工具的一部分。
除此以外，文件服务器上Netware的公共文件夹内也包含了该程序。它还输出当前工作站所连接的服务器的用户名。

## 使用示例
- Unix/*nix：

```
# 
whoami

root

```

- Windows 命令提示符：

```
C:\Users\admin>
whoami

workgroup\admin

```

## 另请参见
- logname
- id
- who
- 用户ID (Unix)
- Unix 实用程序列表
- GNU 核心工具组命令列表